# Marie de la Paix Giuliani
Marianna Giuliani, en religion Sœur Marie de la Paix, née le 13 décembre 1875 à L'Aquila en Italie et morte décapitée le 9 juillet 1900 à Taiyuan en Chine, est une religieuse italienne, membre de la congrégation des Franciscaines missionnaires de Marie, canonisée avec ses compagnes le 1er octobre 2000 par Jean-Paul II.

## Biographie

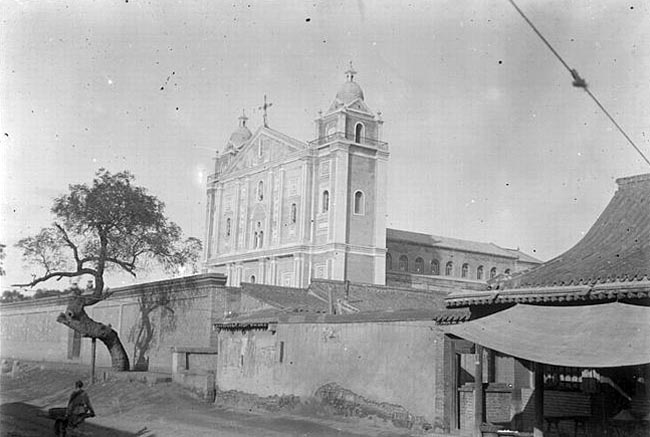
Vue de l'église de la mission de Taï Yuan-Fou (aujourd'hui orthographié Taiyuan), au début du XXe siècle.

Situation sur la carte de Chine.

Elle naît dans une famille pauvre avec un père violent qui interdit à sa famille de fréquenter l'église. La petite fille perd sa mère à l'âge de dix ans, et le père quitte le domicile familial. Les enfants sont placés chez divers membres de la famille. Marianna est orientée par un oncle chez les Franciscaines missionnaires de Marie. Elle est envoyée en France renforcer sa vocation et fait son noviciat en 1892 à Vanves, prenant la nom de Marie de la Paix, elle qui en avait tant manqué. Elle doit s'occuper d'adolescentes en difficulté originaires de la région parisienne. Après avoir prononcé ses premiers vœux, elle part pour l'Autriche afin d'y renforcer les effectifs d'une nouvelle communauté. Aussi, elle doit apprendre une nouvelle langue - l'allemand - en plus du français parlé entre les sœurs.   
Finalement, en 1898, elle fait partie de volontaires pour la Chine répondant à la demande de Mère Marie de la Passion de Chappotin, supérieure de la congrégation, qui, sollicitée par Mgr Francesco Fogolla, a composé un petit groupe de prêtres et de sœurs missionnaires. Parties de Marseille sous la direction de Mère Marie-Hermine de Jésus, les sept religieuses vont y tenir un orphelinat situé à Taiyuan, ville de trois cent mille habitants du Shanxi dans le vicariat apostolique du Chan-Si (transcription de l'époque) septentrional tenu par Mgr Grassi, qui trouvera également le martyre. La jeune religieuse est d'abord assignée à des tâches matérielles et au chant, car elle a une très jolie voix.
Mais la révolte des Boxers éclate bientôt. Le gouverneur de la province interdit la pratique de la religion chrétienne. Les religieuses, avec d'autres missionnaires, sont arrêtées le 6 juillet 1900 et décapitées le 9 juillet suivant. Avant de mourir, elles chantent le Te Deum. Sœur Marie de la Paix n'avait pas encore vingt-cinq ans.
Le procès en béatification des religieuses est ouvert par Mgr Lécroart, et la cérémonie a lieu vingt ans plus tard en 1946 célébrée par Pie XII. Le 1er octobre 2000, le pape Jean-Paul II canonise les religieuses avec d'autres martyrs de Chine de plusieurs périodes (entre 1648 et 1930). Leur fête est le 9 juillet. 